# Видеть
«Видеть» (англ. See) — американский научно-фантастический драматический телесериал, созданный Стивеном Найтом для Apple TV+. Среди известных актёров Джейсон Момоа и Элфри Вудард. Исполнительными продюсерами выступили Стивен Найт, Фрэнсис Лоуренс, Питер Чернин, Дженно Топпинг и Кристен Кампо. 
Премьера первого сезона состоялась 1 ноября 2019 года; второго — 27 августа 2021 года. В июне 2021 года начаты съёмки третьего сезона. В июне 2022 года объявлено, что третий сезон будет последним и будет состоять из восьми серий. Премьера третьего и последнего сезона состоялась 26 августа 2022 года и завершилась 14 октября 2022 года.

## Сюжет
В 21-веке человеческая раса почти вымерла после массового вирусного заболевания. Немногочисленные выжившие утратили зрение, и спустя несколько веков выживают в примитивном родо-племенном обществе. Людям приходится искать новые способы взаимодействия, строительства, охоты и выживания. Жена слепого воина и вождя деревни Алкенни Бабы Восса рожает пару близнецов, от первого зрячего, Джерламарела. Их называют Кофун и Ханива. Дети могут видеть, но в племени зрение считается ересью. Для защиты детей Воссу приходится покинуть племя и, полагаясь на свои навыки воина и инстинкты, отправиться в путешествие.

## Актёры и персонажи
= Главная роль в сезоне
     = Второстепенная роль в сезоне
     = Гостевая роль в сезоне
     = Не появляется

### Основной состав
| Джейсон Момоа        | Баба Восс            | 8 | 8 | 8 | 24 |
| Сильвия Хукс         | королева Сибет Кейн  | 8 | 8 | 8 | 24 |
| Гера Хилмар          | принцесса Магра Кейн | 8 | 8 | 8 | 24 |
| Кристиан Камарго     | Тамакти Джун         | 8 | 8 | 8 | 24 |
| Арчи Мадекве         | Кофун                | 7 | 8 | 8 | 23 |
| Неста Купер          | Ханива               | 7 | 8 | 8 | 23 |
| Ядира Гевара Прип    | Львица Лука / Тень   | 8 | 2 | 1 | 11 |
| Элфри Вудард         | Пэрис                | 8 | 8 |   | 16 |
| Иден Эпштейн         | Рен                  |   | 8 | 8 | 16 |
| Оливия Ченг          | Шарлотта             |   | 8 | 8 | 16 |
| Хун Ли               | Тоад                 |   | 8 |   | 8  |
| Том Мисон            | лорд Харлан          |   | 8 | 7 | 15 |
| Дэйв Батиста         | Идо Восс             |   | 8 |   | 8  |
| Дэвид Хьюлетт        | Тормада              |   | 2 | 8 | 10 |
| Майкл Реймонд-Джеймс | Лесник               |   |   | 8 | 8  |
| Всего эпизодов       | Всего эпизодов       | 8 | 8 | 8 | 24 |

- Джейсон Момоа — Баба Восс, бесстрашный воин и вождь племени Алкенни. Он муж Магры, старший брат Идо Восса и приёмный отец Кофуна и Ханивы, детей, рождённых с ныне дремлющим чувством зрения. Он ставит безопасность своей семьи, друзей и племени в качестве главного приоритета, чтобы защитить их от Охотников за ведьмами.
- Сильвия Хукс — королева Сибет Кейн, правитель королевства Пайан и старшая сестра Магры. Она безжалостно использует свою власть и убивает любого, кто распространяет ересь о зрении.
- Гера Хилмар — принцесса Магра Кейн, которая присоединилась к племени Алкенни как чужак, вскоре выйдя замуж за Бабу Восса. Она младшая сестра Сибет Кейн и мать Кофуна и Ханивы. Яростно защищая свою семью, Магра сделает всё необходимое, чтобы сохранить им жизнь.
- Кристиан Камарго — Тамакти Джун, королевский сборщик налогов и генерал Охотников за ведьмами Пайанской армии. Блестящий и жестокий генерал, ему поручено найти тех, у кого есть зрение, в частности детей Джерламареля.
- Арчи Мадекве — Кофун, сын Бабы Восса и Магры и биологический сын Джерламареля, который обладает способностью видеть. Сдержанный, осторожный и умный, он становится более осторожным, чем его сестра-близнец Ханива.
- Неста Купер — Ханива, дочь Бабы Восса и Магры и биологическая дочь Джерламареля, которая также обладает способностью видеть. Гордая, решительная и сильная, она становится более непокорной, чем её брат-близнец Кофун, и более любопытной к их истинному происхождению.
- Ядира Гевара Прип — Львица Лука, ярая союзница Бабы Восса и член племени Алкенни. Она дочь Дример и обладает навыками «воина-тени», обладая редкой способностью двигаться незамеченной по звуку или запаху. (1 сезон; гость — 2 сезон)
- Элфри Вудард — Пэрис, мудрая старейшина племени Алкенни. Её врожденная мудрость направляет Бабу Восса, особенно во времена кризиса, и действует для него как приёмная мать. Она также служит шаманом племени.
- Иден Эпштейн — Рен, умная и амбициозная лейтенант Тривантийской армии и близкий друг Идо Восса. (2 сезон)
- Оливия Ченг — Шарлотта, свирепая воительница и защитница Алкенни. У неё нет фильтра и она не стесняется говорить всё, что у неё на уме. (2 сезон)
- Хун Ли — Тоад, опытный солдат Охотников за ведьмами. Он считает, что зрение — это зло, которое укоренилось в нём с рождения. (2 сезон)
- Том Мисон — лорд Харлан, правитель города Пеннса. Он быстро говорит, умён и хитёр. Он старший брат Керригана и друг детства Магры. (2 сезон)
- Дэйв Батиста — Идо Восс, мстительный младший брат Бабы Восса, который является главнокомандующим Тривантийской армии. (2 сезон)

### Второстепенный состав
- Танту Кардинал — Дример
- Моджин Ария — Гетер Бакс
- Марили Токингтон — Соутер Бакс

## Обзор сезонов
| Сезон | Сезон | Эпизоды | Дата показа     | Дата показа     |
| Сезон | Сезон | Эпизоды | Премьера        | Финал           |
| ----- | ----- | ------- | --------------- | --------------- |
|       | 1     | 8       | 1 ноября 2019   | 6 декабря 2019  |
|       | 2     | 8       | 27 августа 2021 | 15 октября 2021 |
|       | 3     | 8       | 26 августа 2022 | 14 октября 2022 |

## Список эпизодов

### Сезон 1 (2019)
| № общий | № в сезоне | Название                                   | Режиссёр                     | Автор сценария                             | Дата премьеры  |
| --- | ---------- | ------------------------------------------ | ---------------------------- | ------------------------------------------ | -------------- |
| 1 | 1          | «Godflame» «Божий огонь»                   | Фрэнсис Лоуренс              | Стивен Найт                                | 1 ноября 2019  |
| В то время как дети вождя деревни Алкенни Бабы Восса родились на свет, жители сражаются с войском Охотников на ведьм, служителей королевы другого племени, которые считают что зрение — это грех, и приведенные в деревню предателем по имени Гетер Бакс. Захватчики ищут детей еретика по имени Джерламарел, который, по слухам, может видеть. Покинув деревню, Баба Восс ведет свое племя на новую землю, ведомый подсказками, оставленными Джерламарелом.                                                          |            |                                            |                              |                                            |                |
| 2 | 2          | «Message in a Bottle» «Письмо в бутылке»   | Фрэнсис Лоуренс              | Стивен Найт                                | 1 ноября 2019  |
| На новом месте на Бабу Восса, который нёс близнецов в колыбели, нападает медведь. Их спасает Джерламарел, даёт ключ от сундука, рассказывает как этот сундук найти, и просит отдать содержимое его детям, когда они достигнут 12 лет. Дома Баба Восс, Магра и Пэрис в тайне от всех открывают сундук и находят там игрушки и книги. Прошло три года. Магра, мать близнецов, понимает, что дети обладают зрением, но решает научить их скрывать этот дар, чтобы не сеять смуту среди племени.                          |            |                                            |                              |                                            |                |
| 3 | 3          | «Fresh Blood» «Свежая кровь»               | Фрэнсис Лоуренс              | Стивен Найт и Хади Николас Диб             | 1 ноября 2019  |
| Детям исполнилось 12 лет. Баба Восс и Магра хотят и дальше скрывать ото всех умение близнецов видеть. Но повитуха Пэрис передаёт им книги из сундука Джерламарала. Девочка Ханива заинтересовалась оружием, дающим возможность лучше охотиться. А мальчику Кофуну нравятся созидательные и философские науки. Племя всё больше страдает от своей изолированности. И если недостаток утвари и еды ещё как-то можно пережить, то отсутствие притока «свежей крови» становится причиной рождения нежизнеспособных детей. |            |                                            |                              |                                            |                |
| 4 | 4          | «The River» «Река»                         | Андеш Энгстрём               | Стивен Найт и Хади Николас Диб             | 8 ноября 2019  |
| Жители в опасности после нападения на деревню. |            |                                            |                              |                                            |                |
| 5 | 5          | «Plastic» «Пластик»                        | Андеш Энгстрём               | Стивен Найт и Су Хью                       | 15 ноября 2019 |
| Армия Тамакти Джуна в опасной близости от Бабы Восса и его семьи. Тайны прошлого Магры раскрыты. |            |                                            |                              |                                            |                |
| 6 | 6          | «Silk» «Шёлк»                              | Стивен Сурджик               | Стивен Найт, Джонатан Штайнберг и Дэн Шотц | 22 ноября 2019 |
| Семью Бабы Восса предают. Королева Кейн плетёт интриги и провоцирует очередной конфликт. |            |                                            |                              |                                            |                |
| 7 | 7          | «The Lavender Road» «Лавандовый путь»      | Фредерик Туа                 | Стивен Найт и Роберт Левин                 | 29 ноября 2019 |
| На пути к Дому Просвещения близнецы сталкиваются с дилеммой. |            |                                            |                              |                                            |                |
| 8 | 8          | «House Of Enlightenment» «Дом просвещения» | Салли Элис Ричардсон-Уитфилд | Стивен Найт и Джонатан Троппер             | 6 декабря 2019 |
| Близнецы встречают Джерламарела и узнают правду. |            |                                            |                              |                                            |                |

### Сезон 2 (2021)
| № общий | № в сезоне | Название                                          | Режиссёр                      | Автор сценария   | Дата премьеры    |
| ------- | ---------- | ------------------------------------------------- | ----------------------------- | ---------------- | ---------------- |
| 9       | 1          | «Brothers and Sisters» «Братья и сёстры»          | Саймон Джонс                  | Джонатан Троппер | 27 августа 2021  |
| 10      | 2          | «Forever» «Навсегда»                              | Фредерик Туа и Андеш Энгстрём | Стивен Толкин    | 3 сентября 2021  |
| 11      | 3          | «The Compass» «Компас»                            | Фредерик Туа и Андеш Энгстрём | Шелли Милс       | 10 сентября 2021 |
| 12      | 4          | «The Witchfinder» «Ведьмолов»                     | Андеш Энгстрём                | Дженифер Йель    | 17 сентября 2021 |
| 13      | 5          | «The Dinner Party» «Званый обед»                  | Андеш Энгстрём                | Кирса Рейн       | 23 сентября 2021 |
| 14      | 6          | «The Truth About Unicorns» «Правда об единорогах» | Андеш Энгстрём                | Нельсон Гривс    | 1 октября 2021   |
| 15      | 7          | «The Queen's Speech» «Речь королевы»              | Андеш Энгстрём                | Джейми Чан       | 8 октября 2021   |
| 16      | 8          | «Rock-a-Bye» «Баю-бай»                            | Андеш Энгстрём                | Джонатан Троппер | 15 октября 2021  |

### Сезон 3 (2022)
| № общий | № в сезоне | Название                                       | Режиссёр       | Автор сценария                      | Дата премьеры    |
| ------- | ---------- | ---------------------------------------------- | -------------- | ----------------------------------- | ---------------- |
| 17      | 1          | «Heavy Hangs the Head» «Тяжелая корона»        | Андеш Энгстрём | Джонатан Троппер и Дженифер Йель    | 26 августа 2022  |
| 18      | 2          | «Watch Out for Wolves» «Берегись волков»       | Андеш Энгстрём | Кейт Эриксон и Дженифер Йель        | 2 сентября 2022  |
| 19      | 3          | «This Land Is Your Land» «Это и твой дом»      | Андеш Энгстрём | Джонатан Троппер и Адам Штейн       | 9 сентября 2022  |
| 20      | 4          | «The Storm» «Буря»                             | Андеш Энгстрём | Нельсон Гривз и Дагни Лупер         | 16 сентября 2022 |
| 21      | 5          | «The House of Enlightenment» «Дом просвещения» | Андеш Энгстрём | Адам Белик и Дженифер Йель          | 23 сентября 2022 |
| 22      | 6          | «The Lowlands» «Низина»                        | Андеш Энгстрём | Нельсон Гривс и Карл Таро Гринфельд | 30 сентября 2022 |
| 23      | 7          | «God Thunder» «Бог грома»                      | Андеш Энгстрём | Джонатан Троппер и Дженифер Йель    | 7 октября 2022   |
| 24      | 8          | «I See You» «Я вижу тебя»                      | Андеш Энгстрём | Джонатан Троппер                    | 14 октября 2022  |

## Русский дубляж
- Денис Некрасов
- Юлия Горохова
- Анна Киселёва
- Дмитрий Поляновский
- Антон Колесников
- Василиса Эльдарова
- Жанна Эльдарова
- Анастасия Лапина
- Даниил Эльдаров
- Лариса Некипелова
- Алексей Войтюк
- Денис Беспалый

## Производство
10 января 2018 года было объявлено, что Apple дала серийный заказ на один сезон. Сериал должен был быть написан Стивеном Найтом и срежиссирован Фрэнсисом Лоуренсом, оба из которых, как ожидали, также будут исполнительными продюсерами наряду с Питером Чернином, Дженно Топпингом и Кристен Кампо. Производственные компании, связанные с сериалом, должны были состоять из Chernin Entertainment и Endeavour Content.

### Кастинг
В июле 2018 года было объявлено, что Джейсон Момоа и Элфри Вудард появятся в сериале. В августе 2018 года было объявлено, что Ядира Гевара-Прип, Неста Купер, Сильвия Хукс и Арчи Мадекве присоединились к основному актёрскому составу. 18 октября 2018 года стало известно, что Кристиан Камарго и Гера Хилмар также присоединились к проекту. Оливер Рей Алерон и Спенсер Преветт из Archspire появляются в эпизодических ролях в первом эпизоде. В январе 2020 года Дейв Батиста присоединится к актёрскому составу во втором сезоне, исполнив роль брата Баба Восса. В феврале 2020 года появились новости о том, что Эдриан Пол также присоединится к актёрскому составу, в роли лорда Харлана.

### Съёмки
Основные съёмки для первого сезона начались 17 сентября 2018 года в Ванкувере, Британская Колумбия, Канада, и продлилась до 8 февраля 2019 года. Сообщалось, что в октябре 2018 года съемки проходили в районах Кэмпбелл-Ривер и Провинциального парка Страткона на острове Ванкувер, Британская Колумбия. В марте 2020 года производство было остановлено из-за пандемии COVID-19. В сентябре 2020 года сообщалось, что See возобновит съемки 14 октября 2020 года в Торонто (Онтарио). Съёмки второго сезона закончились 18 марта 2021 года.

## Отзывы и оценки
Критики встретили сериал в основном отрицательно. По данным Rotten Tomatoes 43% из 51 обзора были положительными, со средним рейтингом 5,27/10. На Metacritic у сериала есть средневзвешенная оценка 37 из 100, основанная на обзорах от 20 критиков, указывая на «в общем неблагоприятные обзоры».